# Chiesa dell'Ecce Homo all'Uditore

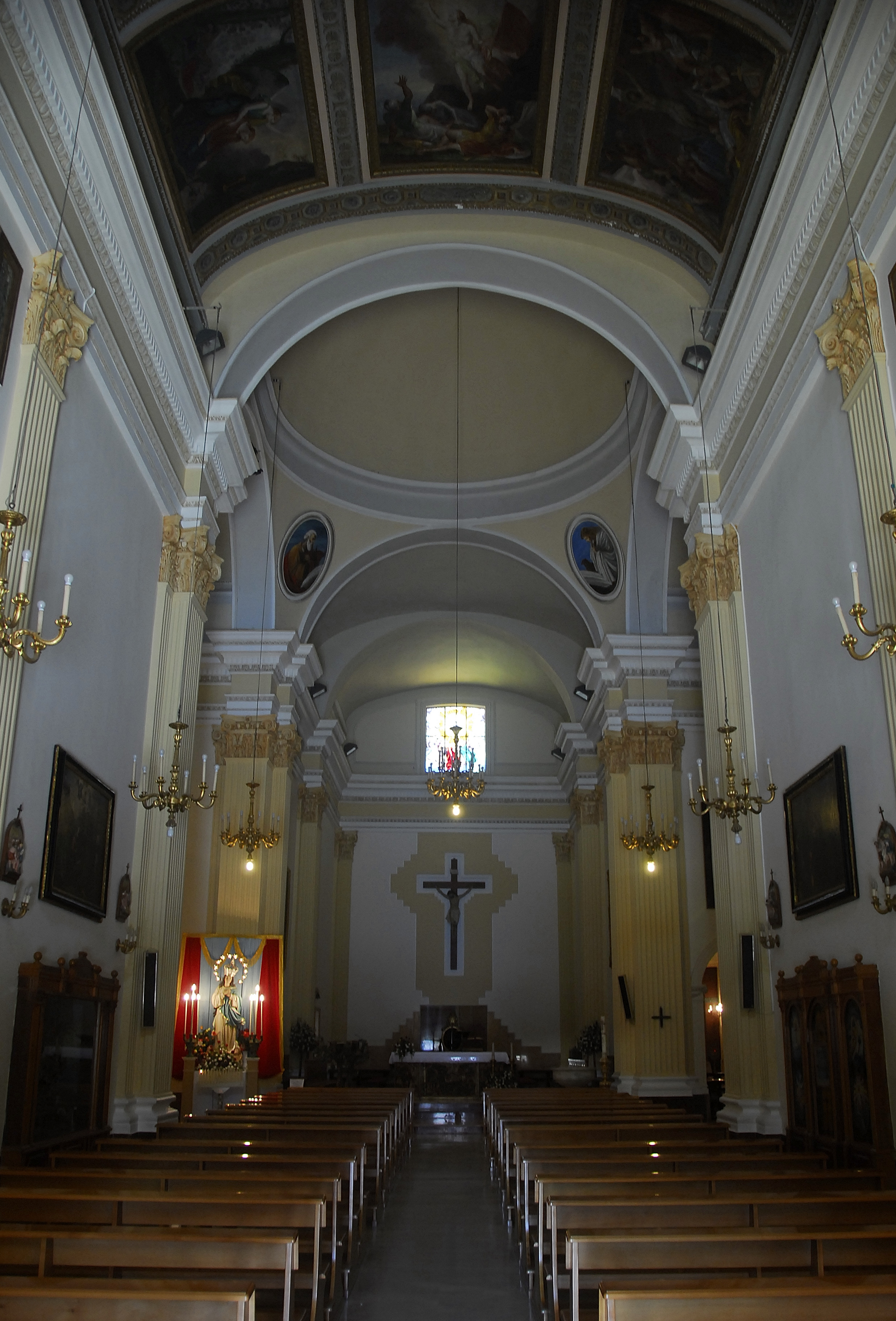
Navata.

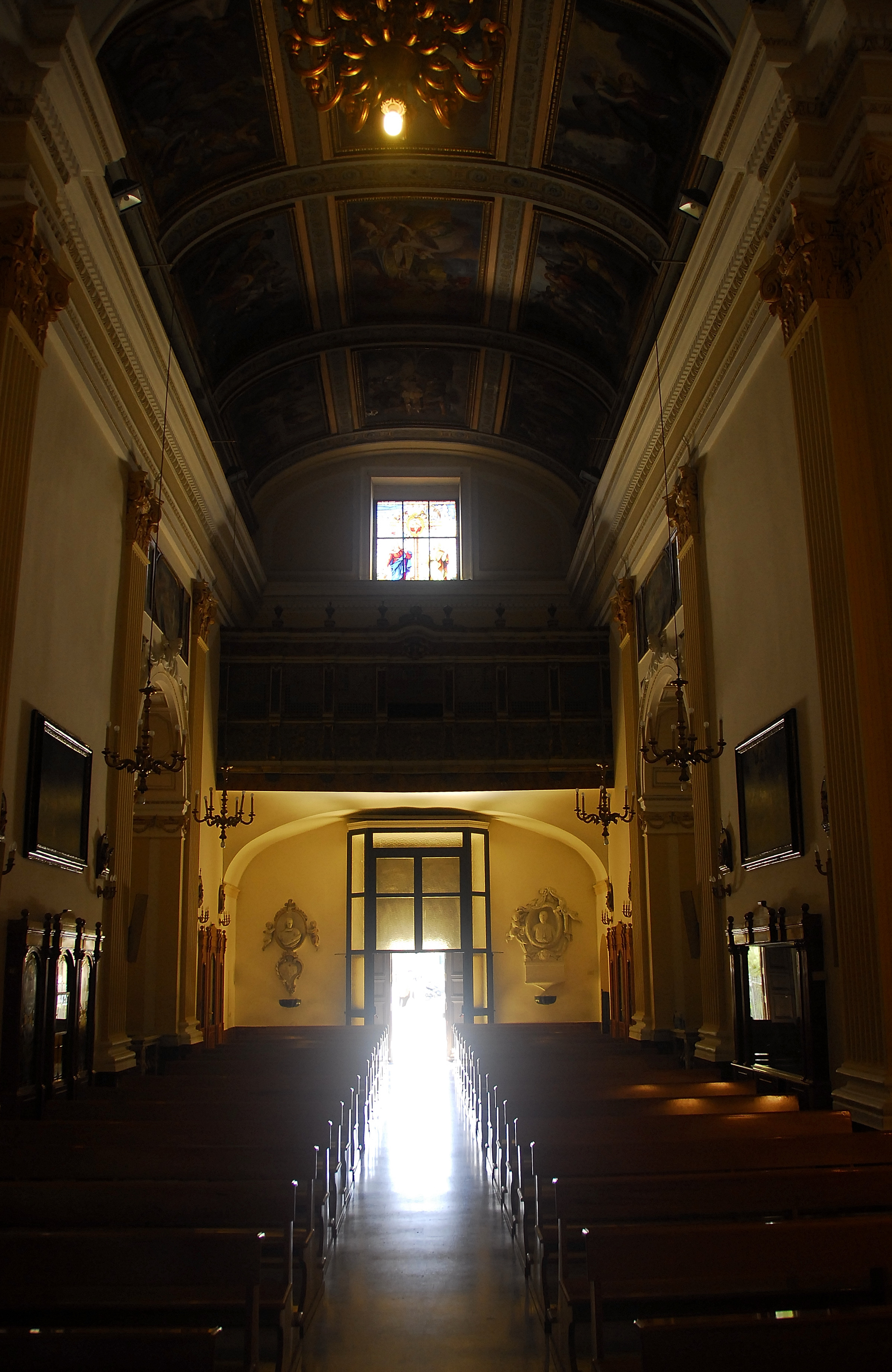
Controfacciata.

La chiesa dell'Ecce Homo si trova all'interno della borgata storica dell'Uditore a Palermo. Oggi sede dell'omonima congregazione fa parte di un'unica parrocchia con la chiesa di Sant'Alfonso de' Liguori ubicata di fianco ad essa e edificata pochi decenni dopo.

## Storia
La chiesa venne edificata tra il 1730 ed il 1733, lo stile, essendo una chiesa di tipo agreste, è molto semplice.
Nel 1804 di fianco alla chiesa viene edificata la chiesa di Sant'Alfonso dei Liguori con annessa parrocchia, che ha mantenuto il nome originale di Ecce Homo e l'attività ecclesiastica si è spostata nella nuova e più ampia chiesa, lasciando alla originaria Ecce Homo la sola sede della congregazione omonima.
Nella nuova chiesa, a partire dal 1829, iniziano i lavori di consolidamento e di abbellimento, vengono infatti inseriti stucchi mentre la volta viene affrescata dal pittore Giovanni Patricolo che la suddivide in 9 riquadri. Del 1909, su progetto dell'ingegner Valenti, sono invece campanile e facciata. Come ultimo intervento di tipo rilevante troviamo nel 1960 l'abbattimento del presbitero per l'ampliamento della chiesa dandole la forma di croce latina.

## Interno
- Cappella dell'Addolorata.
  - Addolorata, statua della Madonna portata in processione il Venerdì Santo assieme all'urna del Cristo Morto, custodita nella chiesetta limitrofe. Evento inserito nei Riti della Settimana Santa cittadini.
- Cappella di Sant'Alfonso Maria de' Liguori.
  - Santa Rita, statua.
  - Padre Pio, statua.
- Ambiente adiacente al presbiterio.
  - XVII secoloc., Ecce Homo, mezzobusto, manufatto a cui si attribuisce il miracolo della salvezza del soldato da parte dell'uditore delle milizie del Regno Francesco Maria Alias, promotore e patrocinatore della costruzione del tempio.

## Opere
- 1829, Passione di Gesù, affreschi, ciclo decorativo della volta in otto pannelli, opera di Giovanni Patricolo.
  - Gloria di Sant'Alfonso, pannello centrale.
- Samaritana e Adultera, ovali riprodotti in corrispondenza delle cappelle laterali.
- Quattro evangelisti nei pennacchi.
- Adamo ed Eva e il Limbo nell'abside. Queste ultime opere, della calotta e dell'abside, andarono perdute durante i lavori di ampliamento nel 1728.
- 1854, Deposizione.
- 1831, Addolorata, statua.
- ?, Sant'Alfonso, statua.

## Casa
Casa della comunità dei Padri Redentoristi. Nel 1803 don Salvatore Armao Valdina, rettore della chiesa e nipote di Alias Francesco Maria, riuscì a far insediare all'Uditore i Padri Redentoristi, missionari del Santissimo Redentore della Congregazione di Sant'Alfonso Dei Liguori.
Strutture.

## Congregazione
- Congregazione dell'Ecce Homo dell'Uditore.[2]

## Chiesa di Sant'Alfonso de' Liguori
- Ecce Homo, statua.
- Cristo morto, urna portata in processione il Venerdì Santo.